# Sweet Nothing (песня Тейлор Свифт)
«Sweet Nothing» (с англ. — «Ласковое слово») — песня американской певицы и автора-исполнителя Тейлор Свифт, вышедшая 21 октября 2022 года в качестве двенадцатого трека на её десятом студийном альбоме Midnights с помощью лейбла Republic Records. Название «Sweet Nothing» относится к бессмысленным романтическим жестам, которыми обмениваются влюблённые. Песня написана Свифт и Джо Элвином (под псевдонимом Уильям Бауэри), причём первый продюсировал её вместе с Джеком Антоноффом. Это песня о спокойных отношениях Свифт с её парнем в их доме, в отличие от суматошной звёздной жизни за его пределами. В музыкальном плане это баллада в духе 1970-х годов, которую сопровождают электрическое пианино и саксофон.
Музыкальные критики высоко оценили текст, мелодию и тонкое исполнение песни, а некоторые назвали её одной из лучших песен на альбоме Midnights. В коммерческом плане песня попала в двадцатку лучших синглов в Австралии, Канаде, Филиппинах, Сингапуре и США.

## История
28 августа 2022 года Тейлор Свифт анонсировала свой десятый студийный альбом, получив награду «Видео года» за фильм All Too Well: The Short Film на церемонии MTV Video Music Awards 2022 года. Альбом будет выпущен 21 октября 2022 года. Час спустя Свифт раскрыла название альбома, Midnights, и его обложку, но треклист не был раскрыт. Британский актёр и партнёр Джо Элвин ранее работал со Свифт над двумя её студийными альбомами 2020 года, Folklore и Evermore, под псевдонимом Уильям Бауэри. В 2022 году Элвин был привлечён к работе над её новым альбомом в качестве соавтора песни «Sweet Nothing». Джек Антонофф, давний соавтор Свифт, работавший с ней с её пятого студийного альбома 1989 (2014), был утверждён в качестве продюсера Midnights в видео, опубликованном на аккаунте Свифт в Instagram 16 сентября 2022 года под названием «The making of Midnights».
21 сентября 2022 года, за месяц до выхода Midnights, она объявила о выпуске тринадцатисерийного короткого сериала под названием «Midnights Mayhem With Me», который будет выпущен на платформе социальных сетей TikTok. Цель видеосериала — объявлять название песни по телефону в каждом эпизоде, используя лотерейную машину-барабан с тринадцатью шариками для пинг-понга, пронумерованными от одного до тринадцати, где каждый шарик представляет определённыйтрек. 7 октября «Sweet Nothing» была объявлена предпоследним треком стандартного издания вместе с «Lavender Haze», «You’re on Your Own, Kid» и «Labyrinth» через несколько часов после этого.

## Композиция
Свифт и Джо Элвин, указанный как Уильям Бауэри, написали песню, причем первый выступил её продюсером вместе с Джеком Антоноффом. Это единственный трек Midnights, кроме «Vigilante Shit», соавтором которого не был Антонофф. «Sweet Nothing» — мечтательная баллада, в которой звучат электропианино и саксофон, имитирующие баллады 1970-х годов. В конце песни звучит несколько звуков валторны .
Название песни ссылается на выражение «sweet nothing», бессмысленный романтический жест, который бывает между влюбленными. «Sweet Nothing» — это песня о любви, рассказывающая о спокойных, романтических отношениях главного героя в их доме, контрастирующих с суетой внешнего мира. Песня открывается яркой картиной камешка, подобранного на берегу Уиклоу, ирландского графства, где Элвин снимал шоу Hulu сериал «Разговор с друзьями». Режиссёр Exclaim! Джон Уолмахер сказал, что припев вызывает в памяти образы фильма Абеля Феррары «4:44» (2011). В бридже речь идёт о праздновании разделения с партнёром своих самых уязвимых чувств и страхов.

## Отзывы
Песня получила широкое признание критиков. Алекс Хоппер из American Songwriter описал песню как «жизнерадостно свободную» и «восхитительно наивную», назвав её «простой жемчужиной». Оценивая каждый трек Midnights, журналист Billboard Джейсон Липшутц назвал её восьмой лучшей песней альбома, сказав, что тонкие жесты Свифт являются одними из самых впечатляющих в альбоме. Марк Хирш из Entertainment Weekly назвал песню «очаровательной» за то, что в ней Свифт изображает преданность человеку, который ничего от неё не требует. Майкл Кирни из The Stony Brook Press был менее восторженным по поводу песни, назвав её «причудливым звучанием и странной формулировкой».
Кортни Лакросса из Insider Inc. назвала песню «самым мягким и чувствительным треком» из-за её специфичности. Кэлли Алгрим, наряду с Лакроссой, заявила, что это единственный трек Midnights, от которого «у меня каждый раз мурашки по коже». Рик Куинн из PopMatters выбрал «Sweet Nothing» в качестве одной из песен, демонстрирующих способность Свифт «выравнивать и играть с тем, где эмфатический акцент падает на ритмические инструменты». Нил МакКормик из The Daily Telegraph назвал «лёгкую, летящую балладу» лучшей песней альбома. Esquire включил «Sweet Nothing» в список 45 лучших песен 2022 года.

## Чарты
| Чарт (2022)                              | Высшая позиция |
| ---------------------------------------- | -------------- |
| Австралия (ARIA)                         | 14             |
| Канада (Billboard Canadian Hot 100)      | 15             |
| Чехия (Singles Digitál Top 100)          | 66             |
| Мир (Billboard Global 200)               | 14             |
| Греция (IFPI)                            | 30             |
| Литва (AGATA)                            | 72             |
| Малайзия (RIM)                           | 16             |
| Филиппины (Philippines Songs, Billboard) | 12             |
| Португалия (AFP)                         | 34             |
| Сингапур (RIAS)                          | 15             |
| Словакия (Singles Digitál Top 100)       | 78             |
| Испания (PROMUSICAE)                     | 89             |
| Швеция (Sverigetopplistan)               | 59             |
| Швейцария (Schweizer Hitparade)          | 70             |
| Великобритания (UK Streaming Chart)      | 18             |
| США (Billboard Hot 100)                  | 15             |
| Вьетнам (Vietnam Hot 100)                | 27             |

## Сертификации
| Регион                                                                      | Сертификация | Продажи |
| --------------------------------------------------------------------------- | ------------ | ------- |
| Австралия (ARIA)                                                            | Платиновый   | 70 000  |
| Бразилия (ABPD)                                                             | Золотой      | 20 000  |
| Канада (Music Canada)                                                       | Золотой      | 40 000  |
| Великобритания (BPI)                                                        | Серебряный   | 200 000 |
| Данные о продажах + прослушиваниях приведены только на основе сертификации. |              |         |